# Andreas Albrecht von Brömbsen († 1685)
Andreas Albrecht von Brömbsen (* nach 1607; † 8. März 1685 in Lübeck) war Ratsherr der Hansestadt Lübeck.

## Leben
Andreas Albrecht von Brömbsen war Sohn des Lübecker Ratsherrn Heinrich Brömse. Seine vorverstorbenen älteren Brüder Dietrich und  Gotthard waren ebenfalls Lübecker Ratsherren. 1643 wurde er Mitglied der patrizischen Zirkelgesellschaft in Lübeck. Nach dem Tode seines Bruders Gotthard wurde er 1673 Ratsherr in Lübeck und bewohnte den Brömserhof.
Andreas Albrecht von Brömbsen war Schwiegersohn des Gutsbesitzers Franz von Wetken auf Gut Trenthorst. Ihm selbst gehörten die Lübschen Güter Niendorf und Reecke. Von seinen Söhnen wurde Dietrich von Brömbsen ebenfalls Ratsherr in Lübeck.